# Union sportive Basket Damigny Alençon 61
 (février 2023).
Maillots
Actualités
L'Union sportive Basket Damigny Alençon 61 (généralement raccourcie en «USBD Alençon») est un club de basket-ball basé à Alençon, dans l'Orne.
Après 5 saisons en Nationale 1 féminine, le club remporte le championnat lors de la saison 2023-2024 et monte en Ligue féminine 2 pour la saison 2024-2025 devenant ainsi le premier club de sports collectifs ornais à entrer dans le monde professionnel.
L'équipe est coachée depuis la saison 2018-2019 par Fayssal Rhennam, également sélectionneur de l'équipe féminine du Maroc.
Les matchs se déroulent au gymnase Louvrier, dit «Panda Arena» en référence à la mascotte du club.

## Historique
Au cours des années 2010, plusieurs entrepreneurs alençonnais s'allient autour de Jean-Louis Ducatel pour apporter leur soutien financier au club et mener l'équipe de basket-ball féminin au niveau professionnel. Les féminines du club, alors en pré-nationale féminine, le 6ème échelon français, progressent régulièrement dans la hiérarchie nationale et s'installent en NF1 à l’issue de la saison 2018-2019.
L’USBD Alençon 61 naît de la fusion en 2021 des clubs de Damigny Basket et du Basket Club Alençonnais. Les deux clubs étaient déjà associés depuis 1997 sous la bannière de l'Union Basket de la Communauté urbaine d’Alençon (UBCUA).
Depuis 2013, le club bénéficie du label EFMB (École française de mini-basket) attribué par la Fédération Française de Basket-Ball.

## Résultats sportifs
En 2013-2014, les Alençonnaises, alors pensionnaires de NF3, valident la montée en NF2, 4ème niveau français, à l'avant-dernière journée du championnat après une victoire sur la réserve de l'Avenir de Rennes.
Après plusieurs exercices à ce niveau sous la direction de Cyrille Le Picard, la saison 2018-2019 est marquée par l'arrivée dans l'Orne d'un nouveau coach à la tête de l'équipe féminine, en la personne de Fayssal Rhennam. Arrivées en tête de la phase régulière de la poule C (avec 19 victoires et 3 défaites), les Alençonnaises se qualifient pour la phase finale. Avec quatre victoires en autant de matchs contre Basket Furdenheim et l'US Gravelines BF, elles décrochent l’accession au niveau supérieur,. Elles disputent alors le final four du championnat de France de NF2 mais s'y inclinent en demi-finale contre l'AL Caluire-et-Cuire Basket.
En 2019-2020, pour sa première saison en NF1, le club recrute quatre nouvelles joueuses et réalise un championnat de bonne facture, obtenant rapidement le maintien espéré, avant l'interruption des compétitions en mars 2020 en raison de la pandémie de Covid-19. Le championnat 2020-2021 est arrêté après seulement cinq journées en raison de la crise sanitaire, alors que l'équipe occupait la tête du classement avec quatre victoires lors des cinq premiers matchs,.
Lors de la saison 2021-2022, la direction revendique l'ambition d'accéder en Ligue 2 féminine à court terme. Toutefois, les résultats sont en berne et l’USBD Alençon 61 termine à la 9ème place. Illustration des difficultés rencontrées, les mouvements incessants dans l'effectif avec les départs de Rachel Clet et Nya Jordan au mois de novembre, celui de Kouta Camara en février et le retour de Cassandra Vêtu en octobre, une cadre expérimentée du vestiaire depuis 2019.

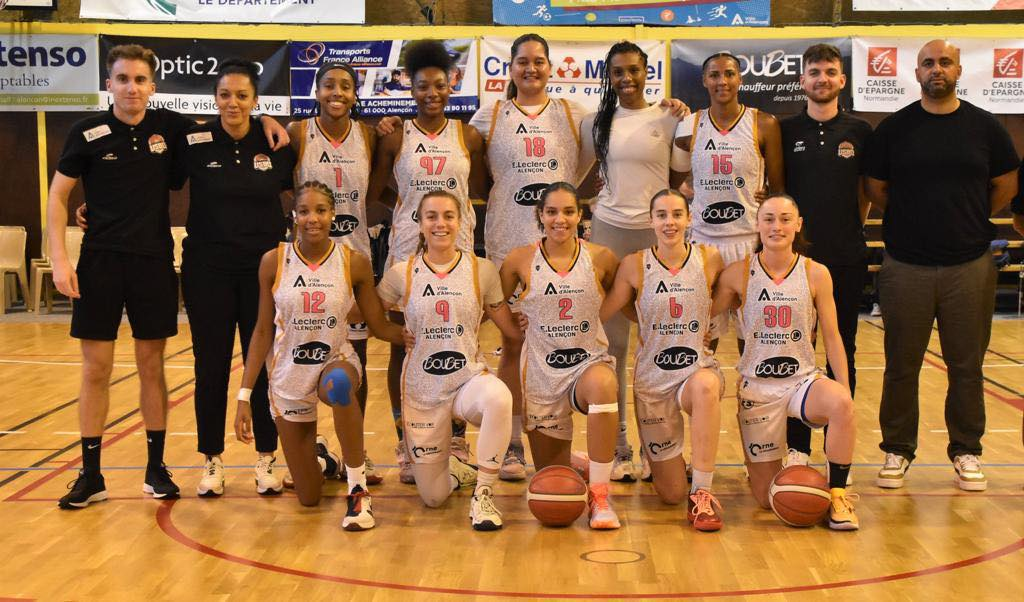
Effectif 2023-2024

Après un exercice précédent délicat, la direction sportive du club chamboule l'effectif pour la saison 2022-2023 avec sept départs et cinq arrivées. L'équipe effectue une bonne entame de championnat avec dix victoires contre une seule défaite lors de la phase aller. Les performances individuelles de Jade Phillips et Bigué Sarr notamment sont saluées. Les alençonnaises achèvent finalement cette saison en première position avec un bilan de 19 victoires et 3 défaites. Elles obtiennent pour la première fois de l'histoire du club, l'occasion d'accéder en Ligue 2 féminine en disputant la phase finale de ce championnat de NF1 au côté des équipes de Voiron, Nice et Nantes-Rezé. Cette poule d'accession se solde finalement par 4 défaites en 4 matchs et voit les équipes de Voiron et Nice promues en LF2.
La saison 2023-2024 sera celle de la consécration pour le club normand malgré un effectif renouvelé à 60% et une défaite à domicile lors du premier match de la saison face à Orly. Les joueuses de Fayssal Rhennam bouclent la première partie de saison en tête après une série de 10 victoires consécutives en championnat. A l'issue de la saison régulière, les alençonnaises se qualifient pour la deuxième année consécutive pour les playoffs d'accession à la ligue 2 féminine avec un bilan de 19 victoires et 3 défaites. Fort de l'expérience de la saison précédente, Alençon s'offre une place en ligue 2 et le titre de champion de France de NF1 en remportant 3 matchs sur 4 lors de cette 2ème phase face à Monaco BA (*2) et Villeurbanne. Ashunae Durant est élue MVP du championnat.
En parallèle, la bande à Cassandra Vêtu performe en coupe de France et l'USBDA 61 se qualifie en finale après avoir accueilli le plateau quart et demi-finale à domicile. Le 26 avril 2024, les alençonnaises remportent la finale du trophée coupe de France à l'Accor Arena contre Monaco BA, sur le score de 84 à 65. Lisa Cluzeau est élue MVP de cette finale. L'équipe reçoit un accueil triomphal à son retour de Paris.

### Effectif actuel
Saison 2024-2025 (LF2)
- Arrivées : Jade Gaillard (Montbrison), Fayzat Djoumoi (Monaco BA), Bintou Moctar (AS Aulnoye), Morgane Armant (Castors Braine), Marie Rosche Pellin (fév. 2025)
- Départs : Clarisse Sahun (Douvres Basket Coeur de Nacre), Hereata Richmond, Marie Rosche-Pellin, Itto Bounou,

## Personnages du club

### Présidence du club
| Période     | Nom                |
| ----------- | ------------------ |
| 1997 - 2001 | Hervé Corrigou     |
| 2001 - 2003 | Gilles Vauloup     |
| 2003 - 2006 | Guy Hareau         |
| 2006 - 2013 | Samuel Canet       |
| 2013 - 2021 | Béatrice Levêque   |
| 2021 - 2023 | Marc Le Picard     |
| depuis 2023 | Christophe Gandini |

### Joueuses emblématiques
Quelques joueuses qui ont marqué l'histoire du club :
- Šarūné Povilionyte[35]
- Laëtitia Baudet (Divert)[36]
- Peggy Duval (capitaine de 2013 à 2018)[37]
- Veronika Kovalikova[38]
- Coralie Fromentin [39]
- Béatrice Levêque[40]
- Ninon Ouvrard--Cornu [41]

## Tournoi Espoirs Pro
Créé en 1999, le club et les villes d’Alençon et de Saint-Germain du Corbéis accueillent des équipes espoirs masculines de Pro A (composées uniquement de joueurs de moins de 21 ans) pour un tournoi amical de préparation à la fin de l’été. De nombreux futurs internationaux ont ainsi foulé le parquet du gymnase Louvrier : Alain Koffi (1999), Mikaël Gelabale (1999), Nicolas Batum (2005), Ian Mahinmi, Charles Kahudi, Steed Tchicamboud, Ali Traoré, Vincent Poirier, Thomas Heurtel, Rudy Gobert, Andrew Albicy (2007), Kévin Séraphin ou encore Nando De Colo.
Après deux ans d'arrêt à cause de la pandémie de Covid-19, la 22e édition du tournoi s'est tenue en septembre 2022 au gymnase Louvrier d'Alençon.
Palmarès
- 1999 : Le Mans SB
- 2000
- 2001 : Le Mans SB
- 2002 : Le Mans SB
- 2003 : STB Le Havre
- 2004 : Paris BR
- 2005 : Cholet Basket
- 2006 : STB Le Havre (MVP : Rudy Jomby)
- 2007 : Paris BR (MVP : Andrew Albici)
- 2008 : STB Le Havre (MVP : Ousmane Camara)
- 2009 : Le Mans SB (MVP : Pierre-Etienne Drouault)[44]
- 2010 : Paris-Levallois
- 2011 : Cholet Basket
- 2012 : Paris-Levallois (MVP : Bacary Seydi) [45]
- 2013 : Pau-Orthez (MVP : Bastien Pinault)[46]
- 2014 : Paris-Levallois (MVP : Maxime Roos)[47]
- 2015 : Paris-Levallois (MVP : Samba Balayera) [48]
- 2016 : Châlons-Reims (MVP : Louis Cassier) [49]
- 2017 : Châlons-Reims (MVP : Samy Sanou) [50]
- 2018 : Nanterre (MVP : Antoine Brimont)[51]
- 2019 : Châlons-Reims
- 2020 : édition annulée
- 2021 : édition annulée
- 2022 : STB Le Havre (MVP : Louis Galbrun)[52]
- 2023 : édition annulée